# عائلة السي مربوح
عائلة السي مربوح سلسلة مغربية كوميدية من إنتاج القناة الأولى سنة 2001 للمخرج حسن الواحدي تناقش مجموعة من القضايا الاجتماعية بشكل ساخر، حول عائلة متكونة من الأب والأم وإبنين رفقة أخ رب البيت وأبوه وتحدث عدة مواقف كوميدية بينهم.

## أبطال السلسلة:
محمد الجم · سعيدة باعدي · مصطفى الداسوكين · عبد الصمد مفتاح الخير · حسن ميكيات · حسناء هابون حسن مكيات.